# Hal Hartley

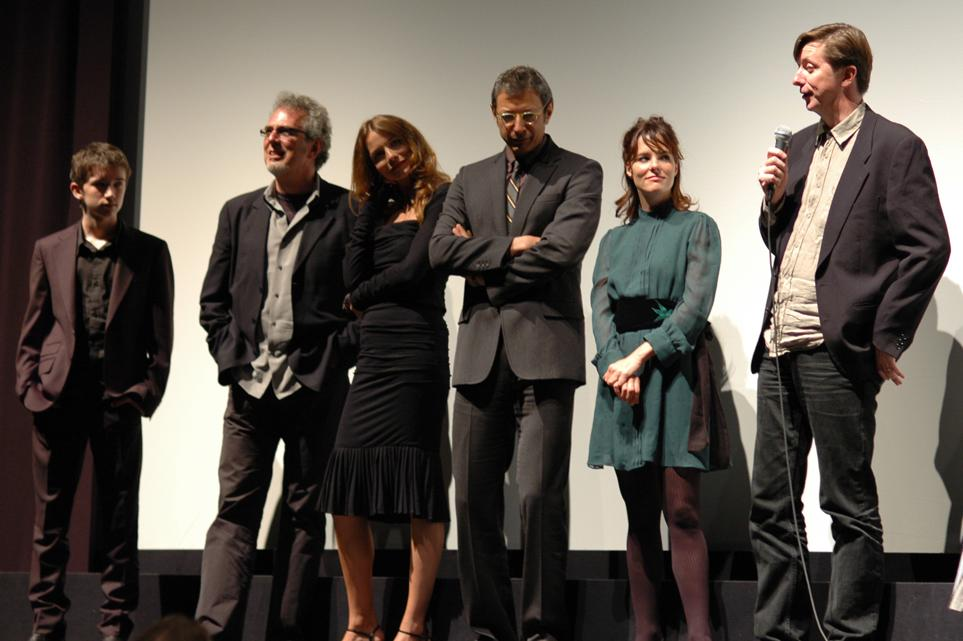
Liam Aiken, Chuck Montgomery, Saffron Burrows, Jeff Goldblum, Parker Posey und Hal Hartley

Hal Hartley (* 3. November 1959 in Islip, Long Island, New York) ist ein US-amerikanischer Filmregisseur und Drehbuchautor und gilt als ein Vorkämpfer des Independent-Films.
Nach dem Abschluss der High School im Juni 1977 absolvierte er ein Studienjahr am Massachusetts College of Art in Boston, bevor er zwischen September 1980 und Mai 1984 an der Purchase Film School der State University of New York studierte. 1996 heiratete er die japanische Schauspielerin und Tänzerin Miho Nikaido, die auch Teil des Schauspielensembles bei seinem Film Flirt (1995) war. Im Jahr 2005 zog Hal Hartley von New York City nach Berlin um. Als er nach fünf Jahren zur Vorbereitung seines Films Meanwhile nach New York zurückkehrte, sah er die Stadt „mit neuen Augen“.
Seine Filme zeichnen sich häufig durch einen ausdruckslosen Schauspiel-Stil und trockene Dialoge aus, die gleichzeitig philosophisch und lustig sind. Hartley komponiert und spielt häufig die Musik zu seinen Filmen unter dem Pseudonym Ned Rifle. Im Gegensatz zu den meisten anderen Charakterfilm-Regisseuren dreht Hartley auch Kurzfilme, die als Anthologien auf DVDs zusammengefasst sind.
Hartleys einzigartiger Stil hat ihm geholfen, einen Kult zu etablieren. Viele seiner Filme haben wiederkehrende Themen, beispielsweise Schauplätze auf Long Island, Unbehagen gegenüber Technologie und Ausländern, die in Konflikt mit der lokalen Kultur stehen. Er arbeitet immer wieder mit denselben Schauspielern zusammen, beispielsweise Robert John Burke, Martin Donovan, Elina Löwensohn, Bill Sage, Adrienne Shelly, Karen Sillas und Damian Young.
Hal Hartleys Film Trust – Blindes Vertrauen wurde 1991 beim Festival des amerikanischen Films mit dem Coups de cœur LTC ausgezeichnet. Bei den Internationalen Filmfestspielen von Cannes 1998 gewann er für seinen Film Henry Fool den Preis für das Beste Drehbuch.

## Filmografie
- 1989: Verdacht auf Liebe (The Unbelievable Truth)
- 1990: Trust – Blindes Vertrauen (Trust)
- 1991: Surviving Desire
- 1992: Simple Men
- 1994: Amateur
- 1995: Flirt
- 1997: Henry Fool
- 1998: Das Buch des Lebens (The Book of Life)
- 2001: No Such Thing
- 2005: The Girl from Monday
- 2006: Fay Grim
- 2011: Meanwhile
- 2014: Ned Rifle